# Xiao Ruoteng
Xiao Ruoteng (xinès simplificat: 肖若腾; xinès traditional: 蕭若騰; pinyin: Xiào Ruòténg, Beijing, 30 de gener de 1996) és un gimnasta artístic xinès. Va competir als Jocs Olímpics de 2020 i 2024, guanyant cinc medalles. És el campió mundial del 2017 i el campió del món de cavall amb arcs el 2018. Com a membre de l'equip xinès, és campió del món de 2018 i campió dos Jocs Asiàtics (2018 i 2022). També és el campió asiàtic del 2017 de cavalls amb arcs.

## Primers anys
Xiao va néixer el 30 de gener de 1996 a Pequín. Els seus pares el van apuntar a la gimnàstica als cinc anys perquè era un nen actiu.

## Carrera

### 2015–16
Xiao va guanyar medalles d'or al cavall amb arcs i a la barra horitzontal a la Copa del Món de São Paulo 2015. Després va competir al Campionat d'Àsia a Hiroshima i va ajudar l'equip xinès a guanyar la plata darrere del Japó. Individualment, va guanyar una medalla de plata al cavall amb arcs darrere de Kazuma Kaya. Després va ser seleccionat per competir als Campionats del Món de Glasgow al costat de Deng Shudi, Lin Chaopan, Liu Yang, You Hao i Zhang Chenglong. L'equip va guanyar la medalla de bronze darrere del Japó i la Gran Bretanya després que Xiao caigués del cavall amb arcs. Aquesta era la primera vegada des del 2003 que l'equip xinès no guanyava la medalla d'or al Campionat del Món. Xiao es va classificar per a la final individual de l'exercici complet, on va acabar en novè lloc.
Xiao es va lesionar el colze durant l'entrenament i no va poder competir als Jocs Olímpics de 2016. Es va plantejar retirar-se a causa de la lesió, però va decidir continuar competint.

### 2017
Xiao va tornar a la competició i va guanyar la medalla d'or a la barra horitzontal a la Copa del Món de Doha, i va guanyar una medalla de plata al cavall amb arcs darrere de l'hongarès Krisztián Berki. Després va competir als campionats asiàtics de Bangkok i va liderar el seu equip en la consecució de la medalla d'or. També va guanyar la medalla d'or en la prova general i en el cavall amb arcs, i va guanyar medalles de plata a l'exercici de terra i barra horitzontal. Després va competir al Campionat del Món de Montreal i va guanyar el títol a l'exercici complet. Es va convertir en el primer gimnasta xinès a guanyar un títol important de l'exercici complet individual des que Yang Wei el va guanyar als Jocs Olímpics d'estiu de 2008. També va guanyar una medalla de bronze a la final de cavalls amb arcs darrere de Max Whitlock i David Belyavskiy.

### 2018
Xiao va guanyar una medalla de plata a les barres paral·leles a la Copa del Món de Doha darrere del seu company d'equip Zou Jingyuan. Després va competir al Campionat de Xina i va guanyar el títol a l'exerci complet per més de dos punts per davant de Sun Wei. També va guanyar una medalla de bronze amb el seu equip provincial i a la barra horitzontal. Va representar la Xina als Jocs Asiàtics del 2018 al costat de Zou, Sun, Deng Shudi i Lin Chaopan, i van guanyar el títol per equips. Individualment, va guanyar la medalla de bronze a l'exercici complet darrere de Lin i Shogo Nonomura després de caure del cavall amb arcs. Després, a les finals de l'esdeveniment, va guanyar una medalla de plata a les paral·leles i una medalla de bronze a la barra horitzontal.
Xiao va ser seleccionat per competir als Campionats del Món de Doha amb el mateix equip que va competir als Jocs Asiàtics. L'equip va acabar segon després de Rússia a la ronda de classificació a causa de múltiples caigudes al cavall amb arcs, i Xiao es va classificar en primer lloc per a la final de l'exercici complet. L'equip va derrotar a Rússia per només 0,049 a la final per equips per guanyar la primera medalla d'or de la Xina per equips del món des del 2014. A la final, Xiao i Artur Dalaloyan van empatar amb la puntuació més alta de 87.598. Tanmateix, el procediment de desempat de comptar les cinc puntuacions més altes d'aparells va donar com a resultat que Dalaloyan guanyés la medalla d'or. A la final del cavall amb arcs, va empatar amb Max Whitlock per obtenir la puntuació més alta, però Xiao va guanyar per tenir la puntuació d'execució més alta.

### 2019-20
Xiao va acabar setè en l'exercici de terra a la Copa del Món de Doha 2019. Després, als campionats xinesos, va guanyar la medalla d'or a l'exercici de terra i la medalla de plata al cavall amb arcs. Després va competir al Campionat del Món a Stuttgart al costat de Deng Shudi, Lin Chaopan, Sun Wei i Zou Jingyuan. L'equip va quedar per darrere de Rússia a la ronda de classificació, i Xiao es va classificar tercer a la final per darrere dels russos Nikita Nagornyy i Artur Dalaloyan. La selecció xinesa va guanyar la medalla de plata a la final per equips per un punt darrere de Rússia. A la final, Xiao va caure de la barra horitzontal i va aconseguir un quart lloc a 0,283 del medallista de bronze. Després va guanyar una medalla de bronze a la final d'exercicis de terra darrere de Carlos Yulo i Artem Dolgopyat.
Xiao havia de competir a la Copa del Món de Tòquio 2020, però l'esdeveniment es va cancel·lar a causa de la pandèmia de coronavirus al Japó. A l'octubre de 2020, va competir al campionat xinès i va acabar segon a la prova general darrere de Sun Wei. També va guanyar una medalla de plata al cavall amb arcs darrere de Zou Jingyuan.

### 2021–22
Xiao va guanyar el títol a l'exercici complet al campionat xinès, i es va situar setè a l'exercici de terra i quart amb el cavall amb arcs. Va ser un dels 12 homes seleccionats per a l'equip d'entrenament olímpic. A les proves olímpiques, no va competir en l'exercici complet, però va obtenir la puntuació més alta a l'exercici de terra i la segona puntuació més alta al salt. Va ser seleccionat per representar la Xina als Jocs Olímpics d'estiu de 2020 al costat de Lin Chaopan, Sun Wei i Zou Jingyuan. L'equip es va classificar per a la final per equips en segon lloc darrere del Japó, i Xiao es va classificar per a la final en tercer lloc. L'equip va guanyar llavors la medalla de bronze a la final darrere del Comitè Olímpic Rus i el Japó. Després, a la final, va guanyar la medalla de plata per 0,400 per darrere del japonès Daiki Hashimoto. Alguns aficionats xinesos van qüestionar els resultats, concretament la puntuació de salt de Hashimoto, i van atacar Hashimoto a les xarxes socials. La Federació Internacional de Gimnàstica va emetre un comunicat explicant el marcador i confirmant els resultats. Després va guanyar una medalla de bronze a la final de l'exercici de terra darrere d'Artem Dolgopyat i Rayderley Zapata.
Després dels Jocs Olímpics, Xiao va competir als Jocs Nacionals de la Xina i va guanyar el títol general. Al Campionat de la Xina de 2022, només va competir amb el cavall amb arcs i les barres paral·leles, i va quedar sisè a la final del cavall amb arcs. No va ser seleccionat per competir al Campionat del Món de 2022.

### 2023
Xiao va competir a terra i barra horitzontal a la Copa del Món de Doha, però no es va classificar per a cap final de l'esdeveniment. Després, al campionat xinès, va acabar cinquè en l'exercici complet. Després va competir als Jocs Asiàtics de Hangzhou al costat de Lan Xingyu, Zou Jingyuan, Lin Chaopan i Zhang Boheng, i van guanyar el títol per equips per davant del Japó. Individualment, Xiao es va situar setè a la final de cavalls amb arcs. Com que els Jocs Asiàtics van tenir lloc al mateix temps que el Campionat del Món, Xiao no va competir als Mundial.

### 2024
Xiao va començar la temporada olímpica a la Copa del Món de Bakú, acabant sisè a la barra horitzontal. Després, al campionat xinès, va guanyar la medalla de plata en l'exercici complet i medalles de bronze a l'exercici de terra i barra horitzontal. Va ser seleccionat per representar la Xina als Jocs Olímpics d'estiu de 2024 al costat de Liu Yang, Su Weide, Zhang Boheng i Zou Jingyuan. L'equip es va classificar primer per a la final per equips, i Xiao es va classificar en quart lloc per a les finals de barres horitzontals i exercici complet. No obstant això, a la final per equips, múltiples caigudes van fer que l'equip guanyés la medalla de plata darrere del Japó. Després, a la final, va guanyar la medalla de bronze darrere del japonès Shinnosuke Oka i el seu company d'equip Zhang.